# Bisdom Kagoshima
Het bisdom Kagoshima (Latijn: Dioecesis Kagoshimaensis, Japans: カトリック鹿児島教区, katorikku Kagoshima kyōku) is een in Japan gelegen rooms-katholiek bisdom met zetel in de stad Kagoshima. Het bisdom behoort tot de kerkprovincie Nagasaki, en is, samen met de bisdommen Fukuoka, Naha en Oita suffragaan aan het aartsbisdom Nagasaki.
Het bisdom omvat de prefectuur Kagoshima.

## Geschiedenis
De Spaanse jezuïeten-missionaris Franciscus Xaverius kwam, in dienst van de Portugese koning Johan III en paus Paulus III, in 1549 vanuit Goa naar Japan. Hij stichtte in Kagoshima de eerste Japanse christelijke gemeente.
Op 18 maart 1927 werd met apostolisch vicariaat Kigoshima opgericht uit gebiedsdelen van het bisdom Nagasaki. Op 25 februari 1955 werd het vicariaat verheven tot bisdom. Op 18 december 1972 werd een gedeelte van het bisdom afgestaan aan het nieuw opgerichte bisdom Naha.

## Bisschoppen van Kagoshima
- 1929–1936: Egide Marie Roy OFM
- 1936-1937: Paul Aijiro Yamaguchi (vervolgens bisschop van Nagasaki)
- 1940-1955: Francis Xavier Ichitaro
- 1955-1968: Joseph Asajiro Satowaki (vervolgens bisschop van Nagasaki)
- 1969-2005: Paul Shin’ichi Itonaga
- sinds 2005: Paul Kenjiro Koriyama

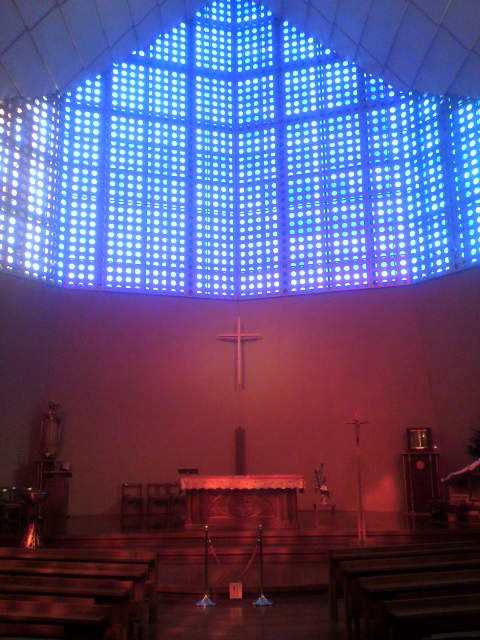
Interieur van de kathedraal van Kagoshima
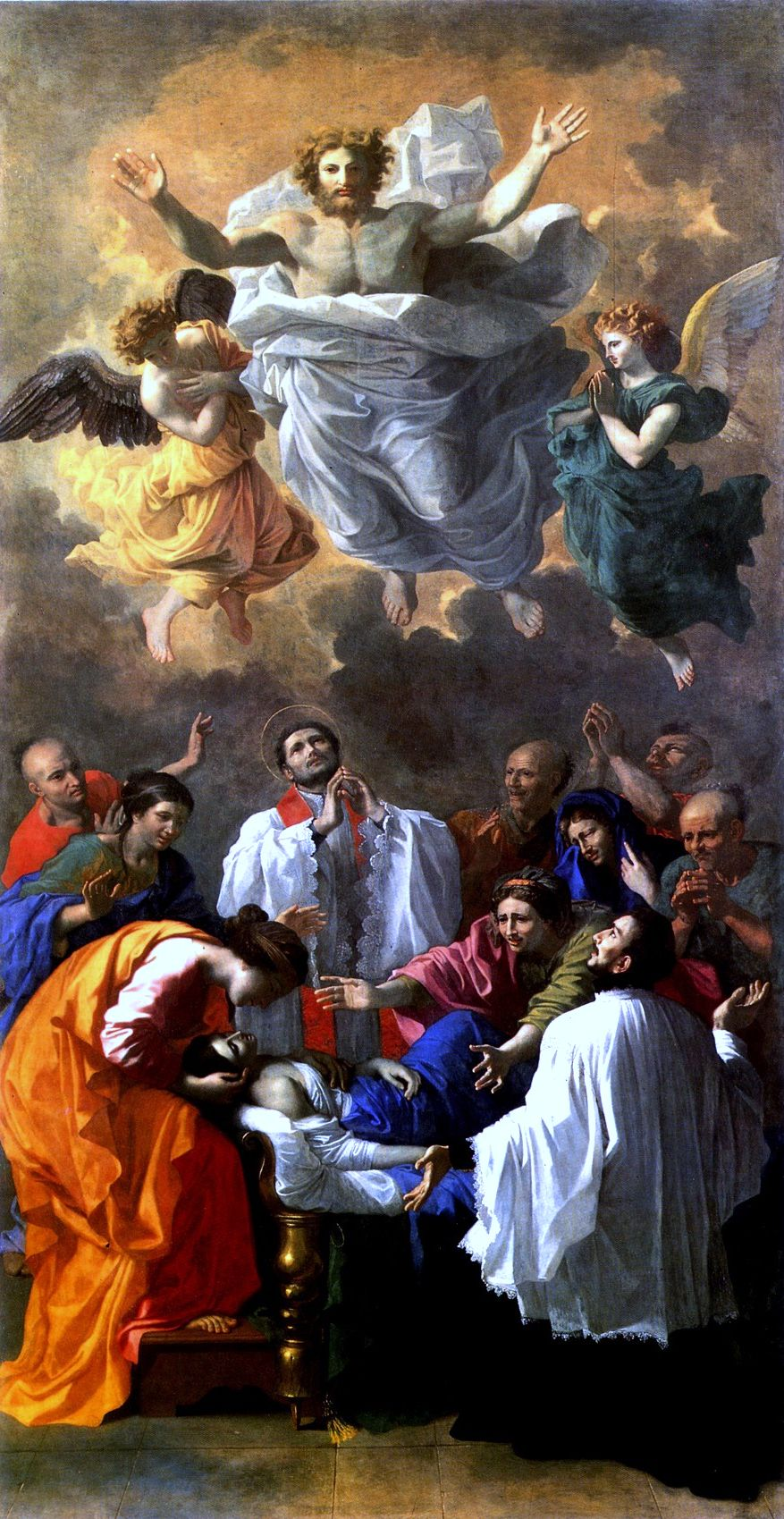
Sint Franciscus Xaverius wekt de dochter op van een inwoner van Cangoxima in Japan (Nicolas Poussin, 1641–1642)